# Aucula sonura
Aucula sonura là một loài bướm đêm trong họ Noctuidae.